# Kanton Genas
Genas is een kanton van het arrondissement Lyon in het Franse departement Rhône. Het heeft een oppervlakte van 141,18 km² en telt 40.725 inwoners in 2017, dat is een dichtheid van 288 inwoners/km².
Het kanton is begin 2015 gevormd uit de gemeente Genas van het toen opgeheven kanton Décines-Charpieu, de gemeenten Colombier-Saugnieu, Jons,  Pusignan, Saint-Bonnet-de-Mure en Saint-Laurent-de-Mure van het eveneens opgeheven kanton Meyzieu en de gemeenten Saint-Pierre-de-Chandieu en Toussieu, die afgescheiden werden van het kanton Saint-Symphorien-d'Ozon. Deze kantons hadden beide deel uitgemaakt van het arrondissement Lyon maar het nieuwe kanton werd onderdeel van het arrondissement Villefranche-sur-Saône. In 2017 werd het weer overgeheveld naar het arrondissement Lyon.

## Gemeenten
Het kanton omvat de volgende gemeenten:
- Colombier-Saugnieu
- Genas
- Jons
- Pusignan
- Saint-Bonnet-de-Mure
- Saint-Laurent-de-Mure
- Saint-Pierre-de-Chandieu
- Toussieu

Anse · L'Arbresle · Belleville · Brignais · Genas · Gleizé · Mornant · Saint-Symphorien-d'Ozon · Tarare · Thizy-les-Bourgs · Val d'Oingt · Vaugneray · Villefranche-sur-Saône